# العلاقات الأندورية المالاوية
العلاقات الأندورية المالاوية هي العلاقات الثنائية التي تجمع بين أندورا ومالاوي.

## مقارنة بين البلدين
هذه مقارنة عامة ومرجعية للدولتين:
| وجه المقارنة                                              | أندورا                                                     | مالاوي                     |
| --------------------------------------------------------- | ---------------------------------------------------------- | -------------------------- |
| المساحة (كم2)                                             | 468                                                        | 118.48 ألف                 |
| عدد السكان (نسمة)                                         | 76.18 ألف                                                  | 18.62 مليون                |
| الكثافة السكانية (ن./كم²)                                 | 16.28 ألف                                                  | 157.16                     |
| العاصمة                                                   | أندورا لا فيلا                                             | ليلونغوي، زومبا            |
| اللغة الرسمية                                             | اللغة الكتالونية                                           | لغة إنجليزية، لغة الشيشيوا |
| العملة                                                    | يورو                                                       | كواشا ملاوية               |
| الناتج المحلي الإجمالي (بليون دولار)                      | 3.01 مليار                                                 | 6.30 مليار                 |
| الناتج المحلي الإجمالي (تعادل القوة الشرائية) بليون دولار |                                                            | 22.43 مليار                |
| الناتج المحلي الإجمالي الاسمي للفرد دولار أمريكي          |                                                            | 338                        |
| الناتج المحلي الإجمالي للفرد دولار أمريكي                 |                                                            | 1.20 ألف                   |
| مؤشر التنمية البشرية                                      | 0.858                                                      | 0.445                      |
| رمز المكالمات الدولي                                      | +376                                                       | +265                       |
| رمز الإنترنت                                              | .ad                                                        | .mw                        |
| المنطقة الزمنية                                           | ت ع م+01:00، توقيت وسط أوروبا، ت ع م+02:00، أوروبا/أندورا ‏ | ت ع م+02:00                |

## منظمات دولية مشتركة
يشترك البلدان في عضوية مجموعة من المنظمات الدولية، منها:
| علم المنظمة | اسم المنظمة                   | تاريخ انضمام أندورا | تاريخ انضمام مالاوي |
| ----------- | ----------------------------- | ------------------- | ------------------- |
|             | الاتحاد الدولي للاتصالات      | 12 نوفمبر 1993      | 19 فبراير 1965      |
|             | منظمة حظر الأسلحة الكيميائية  | ?                   | ?                   |
|             | يونسكو                        | 20 أكتوبر 1993      | 27 أكتوبر 1964      |
|             | الأمم المتحدة                 | 28 يوليو 1993       | 1 ديسمبر 1964       |
|             | منظمة الشرطة الجنائية الدولية | ?                   | ?                   |

## وصلات خارجية
- موقع وزارة الخارجية الأندورية